# 19. ceremonia wręczenia Independent Spirit Awards
19. ceremonia wręczenia niezależnych nagród Independent Spirit Awards za rok 2003, odbyła się 28 lutego 2004 roku na plaży w Santa Monica.
Nominacje do nagród ogłoszone zostały 3 grudnia 2003 roku.
Galę wręczenia nagród poprowadził John Waters.

## Laureaci i nominowani
Laureaci nagród wyróżnieni są wytłuszczeniem

### Najlepszy film niezależny
- Sofia Coppola i Ross Katz – Między słowami
  - Ted Hope, Christine Kunewa Walker, Julia King i Declan Baldwin – Amerykański splendor
  - Jim Sheridan i Arthur Lappin – Nasza Ameryka
  - Peter Sollett, Robin O’Hara, Scott Macaulay i Alain de la Mata – Raising Victor Vargas
  - Craig Baumgarten, Adam Merims, Gaye Hirsch i Tove Christensen – Pierwsza strona

### Najlepszy film zagraniczny
- Jeździec wielorybów
  -  Miasto Boga
  -  Lilja 4-ever
  - / Siostry magdalenki
  -  Trio z Belleville

### Najlepszy reżyser
- Sofia Coppola – Między słowami
  - Shari Springer Berman i Robert Pulcini – Amerykański splendor
  - Jim Sheridan – Nasza Ameryka
  - Peter Sollett – Raising Victor Vargas
  - Gus Van Sant – Słoń

### Najlepszy scenariusz
- Sofia Coppola – Między słowami
  - Shari Springer Berman i Robert Pulcini – Amerykański splendor
  - Christopher Guest i Eugene Levy – Koncert dla Irwinga
  - Peter Hedges – Wizyta u April
  - Billy Ray – Pierwsza strona

### Najlepsza główna rola żeńska
- Charlize Theron – Monster
  - Agnes Bruckner – Niebieski samochód
  - Zooey Deschanel – Amerykański splendor
  - Samantha Morton – Nasza Ameryka
  - Elisabeth Moss – Virgin

### Najlepsza główna rola męska
- Bill Murray – Między słowami
  - Peter Dinklage – Dróżnik
  - Paul Giamatti – Amerykański splendor
  - Ben Kingsley – Dom z piasku i mgły
  - Lee Pace – Dziewczyna żołnierza

### Najlepsza drugoplanowa rola żeńska
- Shohreh Aghdashloo – Dom z piasku i mgły
  - Sarah Bolger – Nasza Ameryka
  - Patricia Clarkson – Wizyta u April
  - Hope Davis – The Secret Lives of Dentists
  - Frances McDormand – Na wzgórzach Hollywood

### Najlepsza drugoplanowa rola męska
- Djimon Hounsou – Nasza Ameryka
  - Judah Friedlander – Amerykański splendor
  - Troy Garity – Dziewczyna żołnierza
  - Alessandro Nivola – Na wzgórzach Hollywood
  - Peter Sarsgaard – Pierwsza strona

### Najlepszy debiut
(Nagroda dla reżysera)

Reżyser − Tytuł filmu
- Patty Jenkins – Monster
  - Adam Bhala Lough – Bomb the System
  - Vadim Perelman – Dom z piasku i mgły
  - Joey Curtis – Quattro Noza
  - Catherine Hardwicke – Trzynastka

### Najlepszy debiutancki scenariusz
- Tom McCarthy – Dróżnik
  - Karen Moncrieff – Niebieski samochód
  - Patty Jenkins – Monster
  - Peter Sollett i Eva Vives – Raising Victor Vargas
  - Catherine Hardwicke i Nikki Reed – Trzynastka

### Najlepszy debiut aktorski
- Nikki Reed – Trzynastka
  - Anna Kendrick – Letni obóz
  - Judy Marte – Raising Victor Vargas
  - Victor Rasuk – Raising Victor Vargas
  - Janice Richardson – Anne B. Real

### Najlepsze zdjęcia
- Declan Quinn – Nasza Ameryka
  - Harris Savides – Słoń
  - M. David Mullen – Northfork
  - Derek Cianfrance – Quattro Noza
  - Mandy Walker – Pierwsza strona

### Najlepszy dokument
- Mgły wojny: Jedenaście lekcji z życia Roberta S. McNamary
  - Mayor of the Sunset Strip
  - My Architect
  - OT: Our Town
  - Power Trip

### Nagroda Johna Cassavetesa
(przyznawana filmowi zrealizowanemu za mniej niż pięćset tysięcy dolarów)
Tytuł filmu
- Dróżnik
  - Anne B. Real
  - Better Luck Tomorrow
  - Wizyta u April
  - Virgin

### Nagroda producentów „Piaget”
(7. rozdanie nagrody producentów dla wschodzących producentów, którzy, pomimo bardzo ograniczonych zasobów, wykazali kreatywność, wytrwałość i wizję niezbędną do produkcji niezależnych filmów wysokiej jakości.
Nagroda wynosi 25 000 dolarów ufundowanych przez sponsora Piaget)
- Mary Jane Skalski − The Jimmy Show i Dróżnik
  - Callum Greene i Anthony Katagas − Happy Here and Now i Homework
  - Lauren Moews  − Śmiertelna gorączka i Think Tank

### Nagroda „Ktoś do pilnowania”
(10. rozdanie nagrody „Ktoś do pilnowania”; nagroda przyznana zostaje utalentowanemu reżyserowi z wizją, który nie otrzymał jeszcze odpowiedniego uznania. Nagroda wynosi 25 000 dolarów)

(Reżyser − Film)
- Andrew Bujalski − Funny ha, ha
  - Ben Coccio − Zero Day
  - Ryan Eslinger − Madness and Genius

### Nagroda „Prawdziwsze od fikcji”
(9. rozdanie nagrody „Prawdziwsze od fikcji”; nagroda przyznana została wschodzącemu reżyserowi filmu non-fiction, który jeszcze nie otrzymał uznania. Nagroda wynosi 25 000 dolarów)
- Lost Boys of Sudan
  - Flag Wars
  - My Architect
  - The Same River Twice